# Alvarus Pelagius

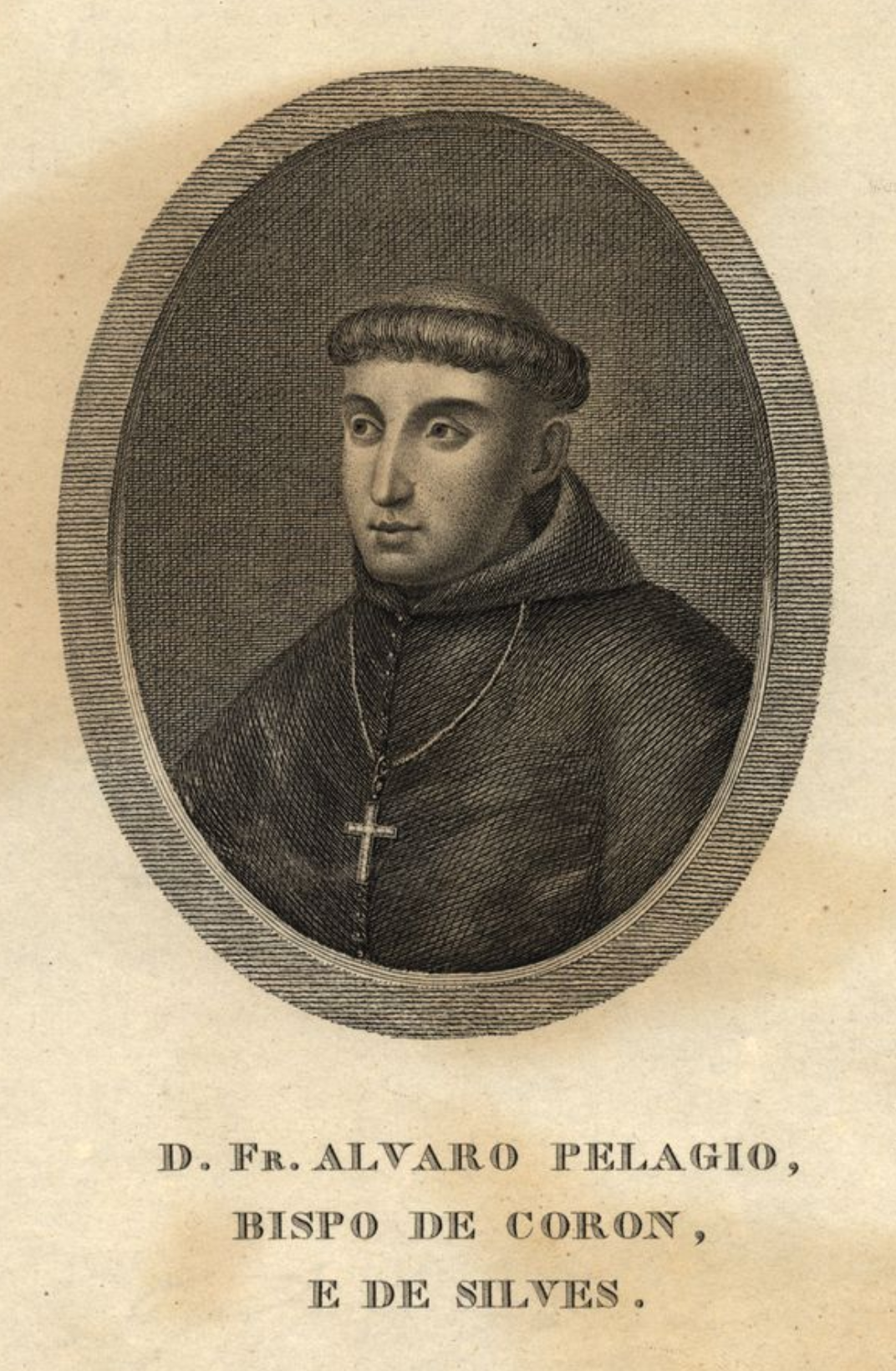
Print of Alvarus Pelagius (Biblioteca Nacional de Portugal)

Alvarus Pelagius (span. Álvaro Pelágio, Álvaro Pelayo, portug. Álvaro Pais, Álvaro Paez) (* zwischen 1275 und 1280 in Salnés (Galicien); † 25. Januar 1350 in Sevilla) war ein franziskanischer Theologe und Bischof von Silves (Portugal).

## Leben
Alvarus war unehelicher Herkunft, angeblich illegitimer Sohn des Admirals und Dichters Payo Gómez Charino († 1295), und soll seine erste Ausbildung am Hof von Sancho IV. von Kastilien erhalten haben. Für sein Studium kam er nach Italien und studierte Rechte in Bologna und Perugia. In Bologna, wo er Guido de Baysio zu seinen Lehrern zählte, wurde er zum Doktor beider Rechte promoviert, unterrichtete dort seit ca. 1300 und nahm laut Johannes Andreae an mehreren Disputationen teil.
1304 verzichtete Alvarus auf seine Benefizien, spendete seine Habe den Armen und wurde während des Generalkapitels der Franziskaner in Assisi von deren Generalminister Gonzalo de Balboa in den Orden aufgenommen. Im Armutsstreit übernahm er Auffassungen der Spiritualen und Vertreter der strengen Observanz der Ordensregel, blieb dabei aber auf Aussöhnung mit den Obrigkeiten des Ordens und mit der kirchlichen Hierarchie bedacht. 1321 nahm er am Generalkapitel von Perugia teil, in den folgenden Jahren hielt er sich unter anderem in Assisi (1326), im Konvent von Santa Maria in Aracoeli in Rom (1327–1329) und in Anagni (1328) auf.
Im Konflikt zwischen Papst Johannes XXII. und Ludwig dem Bayern vertrat Alvarus während dieser Jahre die Position des Papstes gegen Ludwigs Gegenpapst Nikolaus V. und entwickelte hierbei seine Lehre von der absoluten Gewalt (plenitudo potestatis) des Papstes über die Glieder der Kirche und über die weltlichen Autoritäten. Zum Dank berief Johannes XXII. ihn (vor 1330) zu seinem apostolischen Pönitentiar und Beichtvater nach Avignon. 1330 verfasste Alvarus auf dessen Bitten des ein Traktat, in dem er einhundertzwei Unzulänglichkeiten der Frau aufzählte. 1332 erhielt er vom Papst einen Dispens für seine illegitime Herkunft, die einem höheren kirchlichen Amt entgegenstand, und wurde von ihm zum Bischof der griechischen Diözese Koron ernannt. Es scheint allerdings nicht, dass Alvarus dieses Amt antrat.
Am 9. Juni 1333 wurde Alvarus auf den Sitz des Bischofs von Silves in der Nähe des heutigen Faro transferiert. Dort trat er als Reformer und Bekämpfer angeblicher Häretiker auf, so gegen den von ihm als Averroist verfolgten Philosophen Thomas Scotus, über den ansonsten kaum etwas bekannt ist. Im Konflikt zwischen König Alfons IV. von Portugal und König Alfons XI. von Kastilien scheint Alvarus sich gegen den portugiesischen König gestellt zu haben. Er musste nach einem tätlichen Angriff auf seine Person aus seiner Diözese fliehen und hielt sich anschließend bis zu seinem Tod in Sevilla auf.

## Hauptwerke
- De statu et planctu ecclesiae libri duo. Hauptwerk über die Stellung des Papstes und den Zustand der Kirche, entstanden in drei Redaktionen 1330 bis 1332 und anschließend noch zweimal revidiert (1335, 1340), zuerst gedruckt in Ulm 1474, moderne Ausgaben von Vittorino Meneghin: Scritti inediti di fra Alvaro Pais. Lissabon 1969, und von Miguel Pinto de Meneses, Lissabon 1996–1998.
Digitalisate:
  - Ausgabe Ulm: Johann Zainer d. Ä., 1474, Bayerische Staatsbibliothek München
  - Ausgabe Lyon: Johannes Clein, 1517, Bibliothek der Universität von Santiago de Compostela
  - Ausgabe Venedig: Francesco Sansovino, 1560, Digitale Bibliothek der Region Bizkaia, erfordert Java
- Speculum regum. Ein Fürstenspiegel, verfasst zwischen 1341 und 1344 in Tavira, gewidmet König Alfons XI. von Kastilien und Kardinal Gil de Albornoz. Hrsg. von Miguel Pinto Meneses, Lissabon 1955–1963.
- Collyrium fidei adversus haereses. verfasst um 1348, gegen Averroisten, Spirtualen, Beginen und Begarden, Juden und Moslems. Hrsg. von Miguel Pinto de Meneses, Lissabon 1954–1956.